# Fort Myers Shores
Fort Myers Shores é uma Região censo-designada localizada no estado americano de Flórida, no Condado de Lee.

## Demografia
Segundo o censo americano de 2000, a sua população era de 5 793 habitantes.

## Geografia
De acordo com o United States Census Bureau tem uma área de 6,4 km², dos quais 5,6 km² cobertos por terra e 0,8 km² cobertos por água.

## Localidades na vizinhança
O diagrama seguinte representa as localidades num raio de 16 km ao redor de Fort Myers Shores.